# Полиці (Нижньосілезьке воєводство)
Полиці (пол. Police, нім. Politz) — село в Польщі, у гміні Крошниці Мілицького повіту Нижньосілезького воєводства.
Населення — 118 осіб (2011).
У 1975-1998 роках село належало до Вроцлавського воєводства.

## Демографія
Демографічна структура станом на 31 березня 2011 року:
|          | Загалом | Допрацездатний вік | Працездатний вік | Постпрацездатний вік |
| -------- | ------- | ------------------ | ---------------- | -------------------- |
| Чоловіки | 63      | 12                 | 48               | 3                    |
| Жінки    | 55      | 11                 | 32               | 12                   |
| Разом    | 118     | 23                 | 80               | 15                   |